# France Delahalle
France Delahalle, née Marie-Madeleine-Émilie-Françoise Delahalle le 20 août 1922 à Paris où elle est morte le 8 février 2004, est une actrice française.

## Biographie
France Delahalle fait partie de la promotion 1948 du Conservatoire national supérieur d'art dramatique.
Elle devient avec Georges Herbert, dont elle partage la vie, une figure du théâtre privé français assumant notamment avec Marie-France Mignal la codirection du théâtre Saint-Georges à Paris de 1984 à son décès à l'âge de 81 ans.

## Théâtre
- 1950 : George et Margaret de Marc-Gilbert Sauvajon et Jean Wall, mise en scène Jean Wall, théâtre Daunou
- 1955 : Judas de Marcel Pagnol, mise en scène Pierre Valde, théâtre de Paris
- 1956 : Les Français à Moscou de Pol Quentin, mise en scène Jacques Charon, théâtre des Célestins
- 1957 : Un Français à Moscou de Pol Quentin, mise en scène Jacques Charon, théâtre de la Renaissance
- 1957 : Le Grand Couteau de Clifford Odets, mise en scène Jean Serge, théâtre des Bouffes-Parisiens
- 1962 : Le Misanthrope de Molière, mise en scène Pierre Dux, théâtre de l'Œuvre
- 1964 : Lorenzaccio d'Alfred de Musset, mise en scène de Raymond Rouleau, théâtre Sarah Bernhardt
- 1965 : Version grecque de Marc-Gilbert Sauvajon, mise en scène Jacques-Henri Duval, théâtre Montparnasse
- 1965 : Le Repos du septième jour de Paul Claudel, mise en scène Pierre Franck, théâtre de l'Œuvre
- 1966 : Les Justes d'Albert Camus, mise en scène Pierre Franck, théâtre de l'Œuvre - la Grande-duchesse
- 1966 : Point H d'Yves Jamiaque, mise en scène Pierre Franck, théâtre de l'Œuvre
- 1967 : Pygmalion de George Bernard Shaw, mise en scène Pierre Franck, théâtre de l'Œuvre
- 1969 : Tchao de Marc-Gilbert Sauvajon, mise en scène Jacques-Henri Duval, théâtre Saint-Georges
- 1970 : Au théâtre ce soir : Un ange passe de Pierre Brasseur, mise en scène de l'auteur, réalisation Pierre Sabbagh, théâtre Marigny
- 1971 : Le Nu au tambour de Noel Coward, mise en scène Jacques-Henri Duval, théâtre Michel
- 1973 : La Débauche de Marcel Achard, mise scène Jean Le Poulain, théâtre de l'Œuvre
- 1974 : Les Bienfaits de la culture d'Alexis Nikolaïevitch Tolstoï, mise en scène Jean Meyer, théâtre des Célestins
- 1974 : La Bande à Glouton de Jacques Fabbri et André Gillois, mise en scène Jacques Fabbri, théâtre de l'Œuvre
- 1977 : Le Cours Peyol d'Étienne Rebaudengo, mise en scène Daniel Gélin, théâtre de l'Œuvre
- 1981 : Huis clos de Jean-Paul Sartre, mise en scène Georges Wilson, théâtre des Mathurins
- 1983 : L'Extravagant Mister Wilde de Raymond Gérôme, mise en scène Raymond Gérôme, théâtre de l'Œuvre
- 1988 : Albertine en cinq temps de Michel Tremblay, mise en scène André Brassard, Studio des Champs-Elysées

## Filmographie

### Cinéma
- 1943 : Picpus de Richard Pottier
- 1946 : L'Homme au chapeau rond de Pierre Billon : Mathilde
- 1946 : Monsieur de Falindor de René Le Hénaff
- 1954 : Si Versailles m'était conté de Sacha Guitry
- 1959 : Drôles de phénomènes de Robert Vernay
- 1965 : Les Deux Orphelines de Riccardo Freda
- 1967 : J'ai tué Raspoutine de Robert Hossein
- 1967 : Playtime de Jacques Tati
- 1970 : Ils de Jean-Daniel Simon
- 1970 : L'Île aux coquelicots de Salvatore Adamo et Eddy Matalon

### Télévision
- 1963 : L'inspecteur Leclerc enquête, épisode La Mariée de Robert Vernay
- 1964 : Les Cinq Dernières Minutes, épisode Fenêtre sur jardin de Claude Loursais
- 1965 : Version grecque de Jean-Paul Sassy
- 1965 : Une nuit sans lendemain de Lazare Iglesis
- 1966 : La Chasse au météore de Roger Iglesis : Madame Hudelson
- 1970 : Le Voyageur des siècles, mini-série de Jean Dréville : la sœur de Philippe d'Audigné
- 1975 : Au théâtre ce soir : Le Nu au tambour de Noel Coward, mise en scène Jacques-Henri Duval, réalisation Pierre Sabbagh, théâtre Édouard VII
- 1980 : Les Enquêtes du commissaire Maigret, épisode L'Affaire Saint-Fiacre de Jean-Paul Sassy : la comtesse de Saint-Fiacre
- 1980 :Les Parents terribles  de Yves-André Hubert d'après la pièce de Jean Cocteau – Léo
- 1980 : La Vie des autres, épisode La Part des ténèbres de Jean-Luc Moreau
- 1980 : Au théâtre ce soir : Il est important d'être aimé d'Oscar Wilde, adaptation Jean Anouilh, mise en scène Jacques François, réalisation Pierre Sabbagh, théâtre Marigny
- 1980 : Au théâtre ce soir : Tchao de Marc-Gilbert Sauvajon, mise en scène Raymond Gérôme, réalisation Pierre Sabbagh, théâtre Marigny